# Steponas Babrauskas
Steponas Babrauskas (Trakai, 20 giugno 1984) è un ex cestista lituano.

## Carriera
Con la Lituania universitaria ha disputato le Universiadi di Bangkok 2007.

## Palmarès
- Campionato lettone: 1

ASK Rīga: 2006-07
- Campionato lituano: 2

Lietuvos rytas: 2008-09, 2009-10
- Lega Baltica: 2

Lietuvos rytas: 2008-09
Pieno žvaigždės: 2017-18
- ULEB Cup: 1

Lietuvos rytas: 2004-05
- Eurocup: 1

Lietuvos rytas: 2008-09